# Luca Nannipieri
Luca Nannipieri (Pisa, 7 settembre 1979) è un critico d'arte, storico dell'arte e scrittore italiano.
Insegna Antropologia Culturale all'Accademia di Belle Arti de L'Aquila. Riconosciuto dalla stampa francese come uno dei critici d'arte italiani più mediaticizzati, ha tenuto conferenze nei maggiori musei italiani, tra cui Gallerie degli Uffizi a Firenze, Pinacoteca di Brera a Milano, Musei Capitolini a Roma, Parco Archeologico di Pompei, Museo Macro di Roma, Museo Mambo di Bologna, Palazzo Vecchio a Firenze, Palazzo Strozzi di Firenze, Palazzo Ducale di Urbino,  Teatro Franco Parenti di Milano, Camera dei Deputati, Senato della Repubblica, Musei Civici di Treviso e in varie Accademie di Belle Arti  e Università.
Ha curato e realizzato pubblicazioni e mostre d'arte moderna e contemporanea in Italia e all'estero, su Giacomo Balla, Arturo Martini, Giacomo Manzù, Keith Haring, Niki de Saint Phalle, Alfiero Nena, Tracey Emin, Vinicio Berti, Kiki Smith, Grazia Varisco.
Su Striscia La Notizia, su Canale 5, con l'inviata Chiara Squaglia, ha condotto la rubrica "EnigmArte", spiegando le sculture d'arte contemporanea presenti nelle città.
È testimonial della Fondazione Arpa, presieduta dal tenore Andrea Bocelli, dedicata alla ricerca in campo medico e oncologico, assieme ad altri testimonial come il portiere Gigi Buffon, la cantante Noa, l'attore Paolo Conticini, l'allenatore di calcio Marcello Lippi.

## Biografia
Laureatosi all'Università di Bologna, ha scritto di arte e cultura su periodici come Panorama, Il Giornale, Libero, Europa, QN - Il Resto del Carlino, Il Sussidiario, il Corriere della Sera, su magazine e riviste specializzate d'arte come Artribune e Exibart. Ha curato e condotto la rubrica "SOS Patrimonio artistico" su Rai1, al Caffè di Unomattina, dalla quale è stato tratto il libro "Bellissima Italia", pubblicato da Rai Libri; è stato conduttore della rubrica "Capolavori rubati", da cui Skira ha tradotto il libro omonimo. Spesso è ospite e invitato come critico d'arte nei programmi di Rai1, La7, Sky Tg24, Canale5 e RaiDue.

## Attività critica
Ha incentrato nel corso degli anni la sua riflessione sul rapporto tra la persona, le comunità e il patrimonio storico-artistico. Su questo, il suo libro di riferimento, "A cosa serve la storia dell'arte" (Skira), tradotto all'estero, è stato pubblicato nella collana di volumi di Bruno Péquignot, Professore Emerito di Sociologia dell'Università Sorbonne di Parigi. Nel libro "Che cosa sono i classici" (Skira), Nannipieri riflette antropologicamente sulla permanenza del segno umano al variare delle geografie e dei tempi.
Tra gli artisti moderni e contemporanei di cui si è occupato con scritti o curatele di mostre e installazioni d'arte, vi sono Giacomo Balla, Giacomo Manzù, Arturo Martini, Keith Haring, Gianfranco Meggiato.
Sul settimanale Panorama, oltre che in tv, ha documentato il contrabbando di opere d'arte saccheggiate in Medio Oriente e Africa e rivendute tramite facebook, skype ed eBay, di cui ha scritto nei libri "L'arte del terrore" e "Arte e Terrorismo.
Assieme a Carla Guiducci Bonanni, che fu direttrice storica delle maggiori biblioteche italiane e Sottosegretario ai Beni culturali del Governo Dini, ha scritto il volume-conversazione La memoria è il futuro dei libri (2011, Edizioni ETS) dedicato al futuro delle biblioteche e degli archivi.

## Controversie

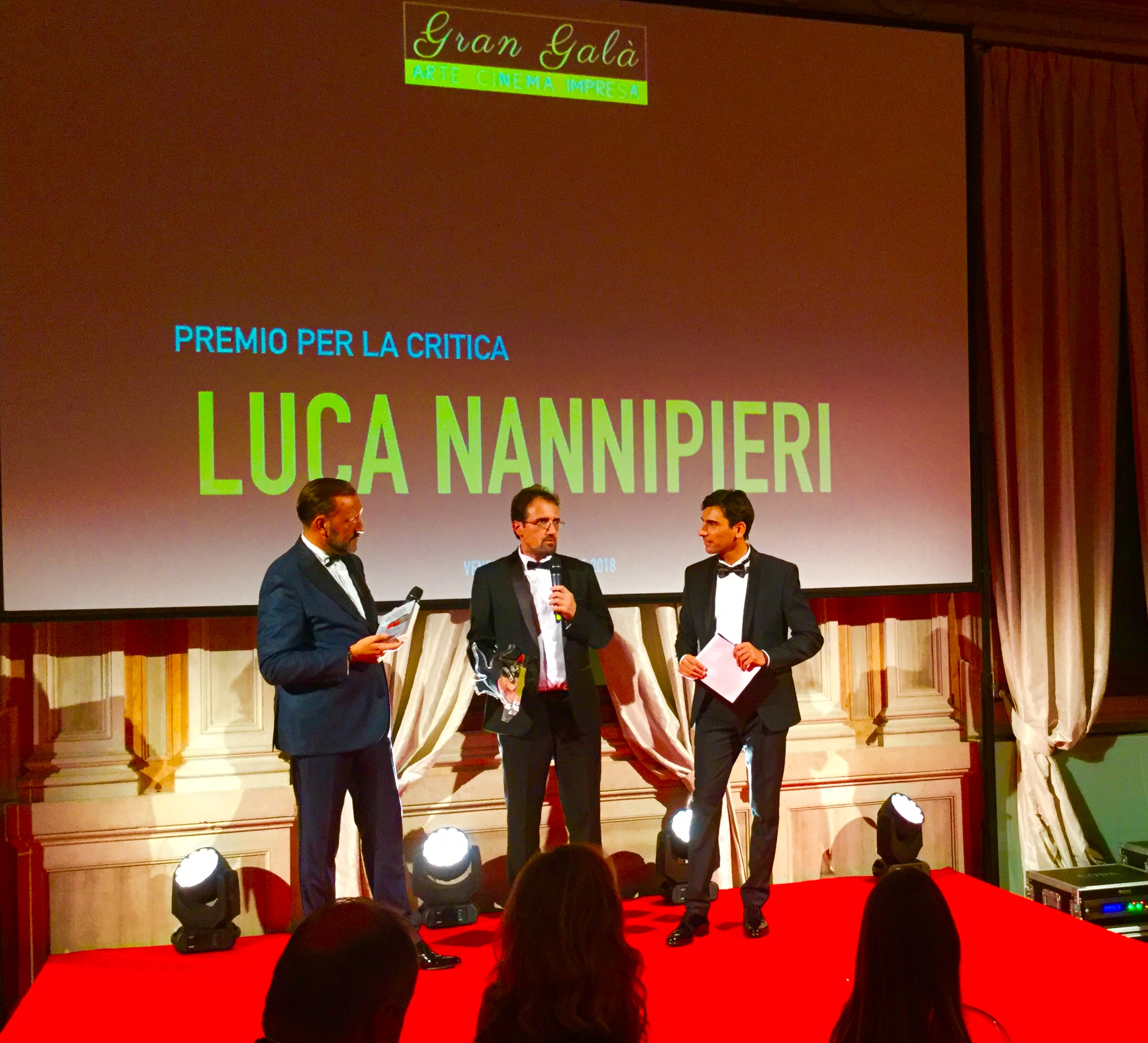
Luca Nannipieri premiato al Gran Galà Arte Cinema Imprese

Nel 2011 ha fatto discutere l'uscita del suo volume Salvatore Settis e la bellezza ingabbiata dallo Stato, molto critico verso l'allora direttore della Scuola Normale Superiore di Pisa, preso come modello di un modo di concepire i beni culturali inadeguato a premiare il valore della persona.

## Riconoscimenti
- Premio Arte per la Critica, al Gran Galà Arte Cinema Imprese, Fondazione Mazzoleni, durante la 75ª Mostra Internazionale del Cinema di Venezia, 2018.[30]
- Pisani si nasce, pisani si diventa, 2016. Assieme a Luca Nannipieri, viene premiato Adalberto Giazotto, fisico e pioniere delle ricerca sulle onde gravitazionali, ideatore dell'interferometro che ha portato al Premio Nobel per la Fisica 2017.[31]
- Per la Mininum Fax esce "Best Off 2006. Il meglio delle riviste italiane", in cui vengono selezionati i migliori saggi dell'anno: oltre al saggio di Luca Nannipieri, ci sono quelli di Aldo Nove, Antonio Moresco, Carla Benedetti, Loredana Lipperini, Valerio Evangelisti, Filippo La Porta. A cura di Giulio Mozzi, candidato al Premio Strega 2021.[32]

## Opere principali
Saggi
- La bellezza inutile. I monumenti sconosciuti e il futuro della società, Jaca Book, Milano, 2011, ISBN ‎978-8816411098
- Salvatore Settis e la bellezza ingabbiata dallo Stato, Edizioni ETS, Pisa, 2011, ISBN  978-8846729347
- La cattedrale d'Europa. La Sagrada Familia, Edizioni San Paolo, Cinisello Balsamo, 2012, ISBN ‎978-8821575730
- Libertà di cultura. Meno Stato e più comunità per arte e ricerca, Rubbettino Editore, Soveria Mannelli, 2013, ISBN ‎978-8849838695
- L'Italia da salvare. La fraternità attorno all'arte e alle bellezze del paese, Edizioni San Paolo, Cinisello Balsamo, 2014, ISBN ‎978-8821592904
- Arte e Terrorismo. Sulla distruzione islamica del patrimonio storico-artistico, Rubbettino Editore, Soveria Mannelli,  2015, ISBN ‎978-8849845105
- Bellissima Italia. Splendori e miserie del patrimonio artistico nazionale, Rai Libri, Roma, 2016, ISBN ‎978-8849847956
- Il soviet dell'arte italiana, allegato al quotidiano Il Giornale, 2016
- L'arte del terrore, allegato al quotidiano Il Giornale, 2016
- Vendiamo il Colosseo, allegato al quotidiano Il Giornale, 2017
- Vogliono cancellare il Natale, allegato al quotidiano Il Giornale 2017
- Il grande spettacolo dell'arte. Raccolta di oltre 200 interventi su Il Giornale, Libero e Panorama, Historica, 2018, ISBN 978-8833370606
- Capolavori rubati, Skira, Milano, 2019
- Raffaello, Skira, Milano, 2020, ISBN ‎978-8857243191
- A cosa serve la storia dell'arte, Skira, Milano, 2020, ISBN ‎978-8857244624
- Frida Kahlo e Diego Rivera, Skira, Milano, 2023, ISBN  ‎978-8857250168
- Che cosa sono i classici, Skira, Milano, 2024, ISBN 978-8857252612

Romanzi
- Il destino di un amore. Tiziano Vecellio e Cecilia, Skira, Milano, 2021, ISBN ‎978-8857247045
- Il candore immortale, Rizzoli[33], Milano, 2022, ISBN ‎978-8817163828

## Libri su Luca Nannipieri
- Valentina Neri intervista Luca Nannipieri: l'arte ha bisogno di carezze, Santelli Editore, Cinisello Balsamo, Milano, 2021.[34][35][36]